# Thomas Metzinger
Thomas Metzinger (Fráncfort del Meno, 12 de marzo de 1958) es un filósofo alemán y profesor de la filosofía teórica en la Universidad de Maguncia. Sus principales áreas de investigación son la filosofía de la mente, la filosofía de la ciencia de la neurociencia y la neuroética.

## Biografía
Metzinger estudió filosofía, antropología y teología en la Universidad Johann Wolfgang Goethe de Fráncfort del Meno.
En 1985 se doctoró con una tesis sobre el problema del dualismo espíritu-mente.
En 1992 se habilitó en la Universidad Justus Liebig en Giessen.En el año 2000 Metzinger fue nombrado profesor de Filosofía de la Ciencia Cognitiva de la Universidad de Osnabrück, pero en el mismo año cambió a la Universidad de Maguncia.
Fue cofundador de la Asociación para el Estudio Científico de la Conciencia Association for the Scientific Study of Consciousness, fue miembro en el período 1995-2008 del Consejo y Presidente en el período 2009-2011. De 2005 a 2007 fue presidente de German Society for Cognitive Science  (sociedad alemana de ciencias cognitivas), es "adjunct fellow" en el Frankfurt Institute for Advanced Studies (FIAS) y miembro del consejo asesor de la Fundación Giordano Bruno. De 2008 a 2009 fue becario en el Wissenschaftskolleg zu Berlin .

## Obra
Con la ayuda de métodos científicos, filosóficos y cognitivos, desarrolló una teoría llamada "„Selbstmodelle“ (el modelo de uno mismo), en la cual la reflexividad filosófica y la intencionalidad
forman una unidad para intentar explicar nuestra conciencia. Parte de este programa es también una teoría representacional del sujeto. Por lo general Metzinger se ha comprometido por la apertura interdisciplinaria de la filosofía analítica de la mente.
Metzinger es considerado como uno de los filósofos que buscan más el intercambio entre la filosofía, las neurociencias y las ciencias cognitivas. Eso lo lleva a la búsqueda de la interpretación filosófica en los correlatos neuronales de la conciencia.
En 2009 publicó Ego-Tunnel  una ilustración de su teoría, que pretende ser accesible a las partes interesadas fuera de la filosofía académica y de la ciencia. En este libro se analiza más allá de las consecuencias éticas, culturales y sociales de la investigación de la conciencia y de sus resultados.
Otro campo de trabajo de Thomas Metzinger es la ética aplicada. En él intenta aplicar resultados de la antropología y la filosofía de la mente en los debates teóricos morales. Bajo su dirección se creó un portal bilingüe para neuroética con una bibliografía específica. Metzinger es coordinador del proyecto de un grupo de investigación que se ocupa de las cuestiones éticas relacionadas con Neuroenhancement ("dopaje cerebral"), provocada por medicamentos que están diseñados para mejorar las habilidades cognitivas (llamados nootrópicos ). Él es también el iniciador y coordinador del MIND-Group, un grupo de científicos interdisciplinarios y filósofos, con el objetivo de la reunificación y la complementariedad de los enfoques empíricos y filosóficos para el estudio de la conciencia.

## Trabajo escrito y editado disponible solo en alemán y/o inglés

### Monografías
- 1985: Neuere Beiträge zur Diskussion des Leib-Seele-Problems, Peter Lang, Frankfurt am Main, ISBN 3-8204-8927-4
- 1993: Subjekt und Selbstmodell. Die Perspektivität phänomenalen Bewußtseins vor dem Hintergrund einer naturalistischen Theorie mentaler Repräsentation, mentis, Paderborn, ISBN 3-89785-081-8 (online; PDF-Datei; 2,18 MB)
- 2003: Being No One. The Self-Model Theory of Subjectivity, MIT Press, Cambridge, MA., ISBN 0-262-13417-9 (gebunden)/ ISBN 0-262-63308-6 (Taschenbuch)
- 2009: The Ego Tunnel. The Science of the Mind and the Myth of the Self, Basic Books, New York, ISBN 0-465-04567-7
- 2009: Der Ego-Tunnel. Eine neue Philosophie des Selbst: Von der Hirnforschung zur Bewusstseinsethik, Berlín Verlag, Berlín, ISBN 3827006309 (als E-Book ISBN 978-3-8270-7037-1)
- 2011: Being No One. The Self-Model Theory of Subjectivity. Cambridge MA: MIT Press. Kindle edition; ASIN B004ELBJ56

### Ediciones
- 1995: Bewußtsein. Beiträge aus der Gegenwartsphilosophie, mentis, Paderborn, ISBN 3-89785-012-5
- 1995: Conscious Experience, Imprint Academic, Thorverton und mentis, Paderborn, ISBN 0-907845-10-X
- 2000: Neural Correlates of Consciousness. Empirical and Conceptual Questions, MIT Press, Cambridge (MA), ISBN 0-262-13370-9
- 2006: Grundkurs Philosophie des Geistes, Band 1: Phänomenales Bewusstsein, mentis, Paderborn, ISBN 3-89785-551-8
- 2007: Grundkurs Philosophie des Geistes, Band 2: Das Leib-Seele-Problem, mentis, Paderborn, ISBN 3-89785-552-6
- 2010: Grundkurs Philosophie des Geistes, Band 3: Intentionalität und mentale Repräsentation, mentis, Paderborn, ISBN 978-3-89785-553-3. (Gesamtwerk: ISBN 978-3-89785-554-0)

### Artículos seleccionados y capítulos de libros
- 2003: The emergence of a shared action ontology: building blocks for a theory zusammen mit Vittorio Gallese, in G. Knoblich, B. Elsner, G. von Aschersleben, T. Metzinger, Self and Action. Special issue of Consciousness & Cognition, pp. 549–571
- 2003: Phenomenal transparency and cognitive self-reference. Phenomenology and the Cognitive Sciences, pp. 353–393
- 2003: Phänomenale Transparenz und kognitive Selbstbezugnahme, in U. Haas-Spohn (Hrsg.), Intentionalität zwischen Subjektivität und Weltbezug, mentis, Paderborn, pp. 411–459
- 2003: Why are identity-disorders interesting for philosophers?, in Thomas Schramme, Johannes Thome (ed.), Philosophy and Psychiatry, de Gruyter, Berlín, 311–25. Diese Arbeit wurde mit dem Preis für Philosophie in der Psychiatrie 2006 der Deutschen Gesellschaft für Psychiatrie, Psychotherapie und Nervenheilkunde (DGPPN) ausgezeichnet
- 2004: Précis: Being No One (ZIP; 6,6 MB), in PSYCHE - An Interdisciplinary Journal of Research on Consciousness, pp. 1–35.
- 2005: Out-of-body experiences as the origin of the concept of a "soul" (PDF; 1,7 MB), Mind and Matter, pp. 57–84.
- 2005: Die Selbstmodell-Theorie der Subjektivität: Eine Kurzdarstellung in sechs Schritten, in C. S. Herrmann, M. Pauen, J. W. Rieger, S. Schicktanz (Hrsg.), Bewusstsein: Philosophie, Neurowissenschaften, Ethik, UTB/ Fink, Stuttgart, pp. 242-269
- 2006: Being No One – Eine sehr kurze deutsche Zusammenfassung, in Grundkurs Philosophie des Geistes, vol. 1: Phänomenales Bewusstsein, pp. 424-475
- 2006: Conscious volition and mental representation: Towards a more fine-grained analysis, in N. Sebanz, W. Prinz (eds.) Disorders of Volition, MIT Press, Cambridge (MA), pp. 19–48
- 2007: Video Ergo Sum: Manipulating bodily self-consciousness zusammen mit B. Lenggenhager, T. Tadi und O. Blanke, Science, 317, pp. 1096-1099
- 2008: Empirical perspectives from the self-model theory of subjectivity: A brief summary with examples, in Rahul Banerjee, Bikas K. Chakrabarti, Progress in Brain Research, 168, pp. 215-246, Elsevier, Ámsterdam
- 2009: Full-body illusions and minimal phenomenal selfhood con O. Blanke, Trends in Cognitive Sciences 13(1): 7-13
- 2010: The No-Self-Alternative (11. Kapitel), in S. Gallagher (ed.) Oxford Handbook of the Self, Oxford University Press, Oxford (UK), pp. 277-294

### DVD Selección de conferencias
- 2009: La filosofía de la Conciencia - 15 conferencias en la Universidad Johannes Gutenberg de Mainz desde el semestre de invierno 2007/8, la red Auditorio, 5 DVD